# Asterix e i vichinghi
Asterix e i vichinghi (Astérix et les Vikings) è un film del 2006 diretto da Stefan Fjeldmark e Jesper Møller. È l'ottavo film d'animazione tratto dalla serie a fumetti Asterix di René Goscinny e Albert Uderzo, ed è liberamente ispirato all'albo Asterix e i Normanni (1966) con alcuni elementi tratti dalla seconda parte di Asterix in America (1975). Realizzato dalle società francesi M6 Studio, Mandarin SAS e 2d3D Animations in collaborazione con lo studio d'animazione danese A. Film, fu distribuito in Francia il 12 aprile 2006 dalla SND.

## Trama
Una serie di incursioni lascia una tribù di vichinghi senza che nessuno possa combatterla. Il consigliere della tribù, Cryptograf, risponde che i loro nemici sono fuggiti, affermando che "la fifaf mette le ali ai piedi". Il capo dei vichinghi, Olaf Grandibaf, interpreta male le parole del suo consigliere e quindi dice che devono trovare al più presto un "campione di fifaf", pensando che se i membri della tribù dovessero diventare dei gran codardi, sarebbero in grado di volare. Cryptograf, che desidera segretamente prendere il potere da Grandibaf, lo asseconda e dichiara che troveranno chi cercano in Gallia. Durante il viaggio però, Grandibaf rimane inorridito nell'apprendere che sua figlia Abba si è intrufolata a bordo travestita da uomo, dopo che si era rifiutato di portarla con sé. Nonostante sia arrabbiato, Grandibaf la tiene con riluttanza nel suo equipaggio.
Nel frattempo, nel villaggio ribelle dei Galli, gli abitanti accolgono con favore l'arrivo del nipote del capo Abraracourcix, Spaccaossix, che deve essere addestrato per diventare un uomo. Il ragazzo però è più interessato a rincorrere le ragazze, usando un uccello per inviare loro messaggi, ed è vegetariano, con grande sgomento di Obelix e Asterix, che  tentano di addestrarlo ad essere un guerriero, ma hanno poco successo a causa della sua natura pacifista e del suo rifiuto di bere la pozione magica del villaggio, che conferisce agli abitanti del villaggio la loro forza superumana. Nel frattempo, i vichinghi arrivano vicino al villaggio dei Galli, Cryptograf spiega all'ottuso figlio Mazzaf che potrebbe rivendicare Abba come sua moglie se riuscisse a catturare il campione, diventando così il prossimo capo della tribù e permettendo al padre di comandarla dietro le quinte.
Mazzaf rapisce Spaccaossix dopo aver assistito alla sua codardia. Scoperto l'accaduto, Asterix e Obelix si apprestano ad andare a salvarlo  prima che suo padre visiti il loro villaggio, così arrivano  Norvegia. Ma Spaccaossix  rifiuta di andarsene perché si è innamorato di Abba. Quando i vichinghi mettono alla prova le abilità di volo di Spaccaossix lanciandolo da una scogliera, Cryptograf lo lega segretamente a una corda e lo fa sospendere nell'aria nebbiosa. Pensando che il ragazzo sia il campione di fifa, i vichinghi si precipitano al matrimonio di Mazzaf. Intanto, Spaccaossix viene salvato da Asterix e Obelix. Prima che i due possano riportarlo in Gallia però, Spaccaossix beve la pozione magica di Asterix e nuota verso il villaggio dei vichinghi.
Nonostante il rischio, Spaccaossix salva Abba, riuscendo infine a volare realizzando un deltaplano improvvisato con l'albero e la vela di una barca. I vichinghi, che nel frattempo hanno scoperto l’inganno di Cryptograf circa Spaccaossix e la fifa, lo uccidono e tornano al villaggio dei Galli per celebrare il matrimonio di Spaccaossix e Abba. Quando Assurancetourix decide di cantare durante la cerimonia, i vichinghi provano finalmente paura e fuggono via. Asterix chiede a Panoramix a che cosa serve la paura e il druido gli spiega che il vero coraggio consiste nel saper vincere la paura.

## Produzione
La produttrice Natalie Altmann, visti gli ascolti delle repliche dei precedenti film di Asterix su M6, voleva produrre una serie televisiva tratta dai fumetti ma, a causa del rifiuto di Albert Uderzo di autorizzarla, decise di realizzare un nuovo lungometraggio, scegliendo di adattare Asterix e i Normanni per il suo aspetto internazionale. Lo sceneggiatore Jean-Luc Goossens spiegò di aver voluto trasformare l'albo in una commedia d'azione e di averlo modernizzato (soprattutto aggiornando il personaggio di Spaccaossix e inserendo brani di musica pop).
Il film richiese quattro anni di lavoro, un budget di 22 milioni di euro, 1.300 inquadrature, più di 100.000 disegni, centinaia di sfondi e tra le 300 e le 500 persone al lavoro in tutta Europa.

## Distribuzione

### Data di uscita
Le date di uscita internazionali sono state:
- 5 aprile 2006 in Belgio (Astérix et les Vikings)
- 12 aprile in Francia (Astérix et les Vikings)
- 13 aprile in Grecia (Ο Αστερίξ και οι Βίκινγκς)
- 19 aprile nei Paesi Bassi (Asterix en de vikingen)
- 11 maggio in Germania (Asterix und die Wikinger)
- 12 maggio in Austria (Asterix und die Wikinger), Finlandia (Asterix ja viikingit) e Polonia (Asterix i wikingowie)
- 19 maggio negli Stati Uniti
- 2 giugno in Danimarca (Asterix og vikingerne)
- 8 giugno in Portogallo (Astérix e os Vikings)
- 30 giugno in Spagna (Astérix y los vikingos)
- 7 luglio in Norvegia (Asterix og vikingene)
- 14 luglio in Canada (Astérix et les Vikings)
- 11 agosto in Islanda
- 18 agosto in Svezia (Astérix och vikingarna)
- 24 agosto in Russia (Астерикс и викинги) e Ucraina (Астерікс і вікінги)
- 22 settembre in Brasile (Asterix e os Vikings)
- 5 ottobre in Ungheria (Asterix és a vikingek)
- 23 ottobre in Kuwait
- 20 gennaio 2007 nel Regno Unito e in Irlanda
- 7 febbraio in Slovenia (Asterix in Vikingi)
- 16 marzo in Italia
- 20 aprile in Turchia (Astérix Vikinglere karşı)
- 19 luglio 2008 in Giappone (Asuterikkusu to vu~aikingu)
- 20 novembre in Australia

### Edizione italiana
Il doppiaggio italiano fu eseguito dalla Technicolor Sound Services e diretto da Tonino Accolla, anche autore dei dialoghi. I nomi di alcuni Galli vengono pronunciati in modo errato, mentre altri furono modificati rispetto alla traduzione italiana dell'albo: Menabotte diventa Spaccaossix, Assurancetourix diventa Cacofonix come nell'edizione in inglese e il personaggio originale Olaf viene chiamato Mazzaf, che nell'albo è invece il nome italiano di uno dei guerrieri vichinghi (Batdaf, chiamato Nescaf nell'edizione in inglese e nel film). Sono stati inoltre aggiunti espressioni dialettali italiane e giochi di parole assenti dall'edizione originale, e i vichinghi vengono caratterizzati in modo che pronuncino alcune parole aggiungendovi una f finale. Benché Accolla avesse diretto anche il doppiaggio del film precedente Asterix conquista l'America, nessuno dei doppiatori di quest'ultimo tornò nel proprio ruolo. Bruno Alessandro riprende però il ruolo di Abraracourcix dopo aver doppiato il personaggio nel film live action Asterix & Obelix contro Cesare.